# Rhinolophus maclaudi
Rhinolophus maclaudi — вид рукокрилих родини Підковикові (Rhinolophidae).

## Поширення
Країни проживання: Гвінея. Більшість зразків були взяті з денних сідал в печерах, але один екземпляр був зібраний у домі. Живе серед кущово-деревних саван.

## Загрози та охорона
Цей вид має обмежений ареал, який досить густо заселений, і це загрожує втраті середовища проживання і деградація ділянок лісу, що залишилися. Поки не відомо, чи вид присутній в будь-якій з охоронних територій.